# Удавка
Уда́вка  — разновидность гибкого оружия, техника применения которой ограничена выполнением одних лишь удушающих приёмов. В качестве такового используется удавка, струна или нейлоновая леска.
Удавка или гаррота (известна также как инструмент удушения иного рода) представляет собой крепкий тонкий шнур, обычно снабжённый кольцевидными либо продолговатыми рукоятками на концах. Но если удавка (гаррота) является специально подготовленным удушающим оружием, то струна или леска — это подручное оружие.
Обычная верёвка (бечёвка) тоже часто используется в качестве удушающего и гибкого оружия. На тюремном жаргоне верёвка именуется «карболе», «кигма», «село», «стропы», «хевель», «варея»; верёвка с петлёй — «офицерской сбруей». Собственно удушение называют следующим образом — «ремешок накинуть», «подержать за машину», «грант» (специфический приём удушения, когда жертва располагается спереди от атакующего).
Понятно, что удавка — это оружие, применяемое исключительно для преднамеренного убийства.
Это оружие является наиболее эффективным для бесшумного убийства, тихого удушения. При удушении кабель охватывает горло жертвы, исключая любую вероятность возможного крика, исключает появление крови. Также оружие имеет малые габариты и вполне может не иметь металлических деталей, следовательно, его крайне трудно обнаружить при обыске и невозможно обнаружить металлодетекторами.

### Принцип действия
При сдавливании шеи возможны два варианта. Первый из них обеспечивается перекрытием дыхательных путей; это затратный и долгий способ. Второй (более распространённый) — сжатие кровеносных сосудов, а именно сонной артерии, вследствие чего кровь перестаёт поступать в мозг, для этого требуется приложить усилие всего лишь в 5 кг. Для сравнения, для того чтобы перекрыть дыхательные пути, сила должна быть примерно в шесть раз больше.